# Gobiomorus polylepis
Gobiomorus polylepis är en fiskart som beskrevs av Ginsburg, 1953. Gobiomorus polylepis ingår i släktet Gobiomorus och familjen Eleotridae. Inga underarter finns listade i Catalogue of Life.